# 군중 행동
군중 행동(Herd behavior)은 집단 내 개개인들이 중앙 통제 없이 집단적으로 행동하는 행동이다. 무리 행동은 무리, 팩, 조류 무리, 물고기 떼 등 동물의 경우뿐만 아니라 인간에게서도 발생한다. 투표, 시위, 폭동, 총파업, 스포츠 행사, 종교 모임, 일상적인 의사 결정, 판단, 의견 형성 등은 모두 인간 기반의 무리 행동의 형태이다.
라아파트, 채터, 프리스는 무리 행동에 대한 통합적 접근법을 제안하며, 개인 간 생각이나 행동의 전달 메커니즘과 그들 간의 연결 패턴이라는 두 가지 핵심 문제를 설명했다. 그들은 무리 행동에 대한 다양한 이론적 접근법을 결합하면 인지 신경과학부터 경제학에 이르는 많은 분야에 이 개념을 적용할 수 있음을 보여준다고 제안했다.

## 동물 행동
포식자로부터 도망치는 동물 집단은 무리 행동의 본질을 보여준다. 예를 들어 1971년, 자주 인용되는 논문 "이기적인 무리를 위한 기하학"에서 진화생물학자 윌리엄 도널드 해밀턴은 각 개별 집단 구성원이 도망치는 무리의 중심에 가능한 한 가깝게 이동함으로써 스스로의 위험을 줄인다고 주장했다. 따라서 무리는 함께 움직이는 하나의 단위처럼 보이지만, 그 기능은 자기 이익을 추구하는 개개인의 비협조적인 행동에서 비롯된다.

### 대칭 깨짐
공황 상태의 동물들의 비대칭적 응집은 인간, 쥐, 개미를 포함한 많은 종에서 관찰되었다. 이론적 모델은 실증 연구에서 관찰된 것과 유사한 대칭 깨짐을 보여주었다. 예를 들어, 공황 상태에 빠진 개체들이 두 개의 동일하고 등거리의 출구가 있는 방에 갇혔을 때, 대다수는 한 출구를 선호하고 소수는 다른 출구를 선호한다.
이러한 행동의 가능한 메커니즘으로는 해밀턴의 이기적인 무리 이론(Selfish_herd_theory), 이웃 모방, 사회적 동물의 의사소통 부산물 또는 폭주하는 긍정적 피드백 등이 있다.
탈출 공황의 특징은 다음과 같다:
- 개체들이 평소보다 빠르게 움직이려고 한다.
- 개체 간의 상호작용이 물리적으로 변한다.
- 출구가 아치형으로 막힌다.
- 넘어진 개체들이 장애물 역할을 하여 탈출이 지연된다.
- 개체들이 집단적이거나 모방적인 행동을 보이는 경향이 있다.
- 대안적이거나 덜 사용되는 출구는 간과된다.[4][6]

## 인간 행동

### 초기 연구
철학자 쇠렌 키르케고르와 프리드리히 니체는 인간 사회에서 "군중"(키르케고르)과 "무리 도덕" 및 "무리 본능"(니체)이라고 언급한 것을 처음으로 비판한 사람들 중 하나였다. 현대 심리학 및 경제학 연구는 많은 사람들이 동시에 같은 방식으로 행동하는 현상을 설명하기 위해 인간의 무리 행동을 규명했다. 영국 외과의사 윌프레드 트로터는 그의 책 《평화와 전쟁 속의 무리 본능》(1914)에서 "무리 행동"이라는 구절을 대중화했다. 《유한계급론》에서 소스타인 베블런은 어떤 집단 구성원들이 더 높은 지위의 다른 구성원들을 모방하는 "모방"과 같은 사회적 영향력의 관점에서 경제 행동을 설명했다. 초기 사회학자 게오르크 짐멜은 "대도시와 정신생활"(1903)에서 "인간의 사교 충동"을 언급하며, "단순한 개인의 합계를 '사회'로 만드는 연합의 형태"를 묘사하려고 했다. 다른 사회 과학자들은 지그문트 프로이트(군중 심리학), 카를 융(집단 무의식), 에버렛 딘 마틴(군중 행동), 귀스타브 르 봉(대중 심리)과 같이 무리 행동과 관련된 행동을 탐구했다.
비인간 사회에서 관찰되는 떼 지능 이론은 관련 개념이며 인간 사회에서 발생할 때 탐구되고 있다. 스코틀랜드 언론인 찰스 매케이는 1841년 저서 《대중의 미망과 광기》에서 무리 행동의 여러 측면을 식별한다.

### 일상적인 의사 결정
"양성" 무리 행동은 다른 사람들의 정보로부터 학습에 기반한 일상적인 의사 결정에서 자주 발생할 수 있다. 예를 들어, 길을 걷는 사람이 두 식당 중 한 곳을 선택할 때처럼 말이다. 두 곳 모두 매력적으로 보이지만, 이른 저녁이라 모두 비어 있다고 가정해 보자. 그래서 이 사람은 무작위로 A 식당을 선택한다. 곧 한 커플이 같은 길을 걷다가 식사할 곳을 찾는다. 그들은 A 식당에는 손님이 있고 B 식당은 비어 있는 것을 보고, 손님이 있는 것이 더 나은 선택이라고 가정하여 A 식당을 선택한다. 다른 지나가는 사람들도 저녁 내내 같은 행동을 하기 때문에, 그날 밤 A 식당은 B 식당보다 더 많은 장사를 하게 된다. 이 현상을 정보 캐스케이드라고도 한다.

### 군중
불만에 찬 군중은 특히 반대되는 민족이나 인종 집단과 대치할 때 폭력으로 변하는 무리 행동을 수반할 수 있다. 1992년 로스앤젤레스 폭동, 뉴욕 징병 폭동, 털사 인종 학살은 미국 역사상 악명 높다. "집단 정신" 또는 "폭도 행동"이라는 개념은 프랑스의 사회 심리학자 가브리엘 타르드와 귀스타브 르 봉에 의해 제기되었다.

### 양떼
양떼(영어: Sheeple, /ˈʃiːpəl/; "양(sheep)"과 "사람(people)"의 혼성어)는 통치 권력이나 시장의 유행에 쉽게 통제되는 인민의 수동적인 무리 행동을 강조하는 멸칭으로, 그들을 "쉽게" 이끌리는 무리 동물인 양에 비유한다. 이 용어는 주로 인구의 대다수가 비슷한 사고방식을 가지고 있기 때문에 중요한 비판적 분석이나 연구 없이 자발적으로 제안에 동의하는 사람들을 묘사하는 데 사용된다. 워드 스파이(Word Spy)는 이 단어를 "온순하고, 쉽게 설득되며, 군중을 따르는 경향이 있는 사람들(양 + 사람들)"이라고 정의한다. 메리엄-웹스터는 이 용어를 "온순하고, 순종적이며, 쉽게 영향을 받는 사람들: 양에 비유되는 사람들"이라고 정의한다. 이 단어는 항상 복수로 쓰이며, 단수 형태가 없다.

그 기원은 불분명하지만, 이 단어는 W. R. 앤더슨이 1945년 런던에서 발행된 그의 칼럼 '라운드 어바웃 라디오(Round About Radio)'에서 사용했다. 그는 다음과 같이 썼다. 
간단한 진실은 정부에서 어떤 짓이든 모면할 수 있다는 것이다. 이는 당대의 거의 모든 악을 포함한다. 일단 들어가면 아무도, 겉으로는, 당신을 쫓아낼 수 없다. 인민은 늘 그렇듯이 (나는 그것을 "양떼"라고 쓴다) 어떤 것도 견딜 것이다.
또 다른 초기 사용은 어니스트 로저스(Ernest Rogers)의 1949년 책 《The Old Hokum Bucket》에 "우리 양떼"라는 제목의 장에 나온다. 월스트리트 저널은 1984년에 이 용어를 처음으로 인쇄물에 실었다. 기자는 아메리칸 오피니언 서점의 주인에게서 이 단어를 들었다. 이 사용법에서 납세자들은 독립적으로 생각하는 사람들과 대조적으로 맹목적인 순응 때문에 조롱받았다. 이 용어는 1980년대 후반과 1990년대 초반에 음모론자이자 방송인인 빌 쿠퍼가 그의 라디오 프로그램 '더 아워 오브 더 타임(The Hour of the Time)'을 통해 국제적으로 단파 라디오 방송국을 통해 전파하면서 대중화되었다. 이 프로그램은 작지만 열성적인 추종자들을 얻었고, 나중에 미국 정부를 비판하는 자신만의 라디오 프로그램을 방송할 많은 개인들에게 영감을 주었다. 이는 1990년대와 2000년대 초반에 걸쳐 아트 벨이 라디오 프로그램 코스트 투 코스트 AM에서 이 용어를 정기적으로 사용하게 만들었다. 이러한 요인들이 결합되어 이 단어의 인기를 크게 높였고 널리 사용되게 만들었다.
이 용어는 널리 퍼진 정책에 대해 지나치게 관대하거나 환영하는 사람들에게도 사용될 수 있다. 칼럼니스트 월터 E. 윌리엄스는 "양떼의 나라"라는 제목의 칼럼에서 다음과 같이 썼다. "미국인들은 미국 교통안전청의 온갖 말도 안 되는 소리를 순순히 받아들였다. 보안이라는 명목으로 우리는 비행기 탑승 전에 손톱깎이, 안경 드라이버, 장난감 병정까지 빼앗기도록 허용했다."

## 경제 및 금융

### 통화 위기
통화 위기는 외국 및 국내 투자자들이 정부가 부채를 상환할 수 없다는 것을 깨달을 때 정부의 통화를 물리적 자산(금과 같은)이나 외화로 전환하면서 무리 행동을 보이는 경향이 있다. 이를 투기 공격이라고 하며 단기적으로는 완만한 인플레이션을 유발하는 경향이 있다. 소비자들이 필수품의 인플레이션이 증가하고 있다는 것을 깨달으면 물품을 사재기하고 비축하기 시작하여 인플레이션율을 훨씬 더 빠르게 가속화시킬 것이다. 이는 궁극적으로 통화를 붕괴시키고 시민 불안을 초래할 가능성이 높다.

### 주식 시장 버블
대규모 주식 시장 추세는 종종 열광적인 매수(버블) 또는 매도(폭락) 기간으로 시작하고 끝난다. 많은 관찰자들은 이러한 에피소드를 비합리적이고 감정에 의해 움직이는 무리 행동의 명확한 예로 언급한다. 즉, 버블에서는 탐욕, 폭락에서는 공포이다. 개별 투자자들은 시장에 진입하거나 빠져나가기 위해 다른 사람들의 군중에 합류한다.
기술적 분석 투자의 일부 추종자들은 투자자들의 무리 행동을 극단적인 시장 심리의 예로 본다. 행동경제학의 학문적 연구는 투자자들의 집단적 비합리성, 특히 노벨상 수상자 버넌 스미스, 아모스 트버스키, 대니얼 카너먼, 로버트 실러의 연구에서 무리 행동을 확인했다.[a] 헤이와 모로네(2004)는 시장 맥락에서 무리 행동 모델을 분석했다.
무리 행동의 정도를 감지하고 측정하는 방법에 대한 일부 실증 연구에는 Christie와 Huang (1995) 및 Chang, Cheng 및 Khorana (2000)가 있다. 이러한 결과는 명확하게 정의된 근본 가치를 가진 시장을 나타낸다. 가능한 무리 행동의 주목할 만한 사건은 2006년 서스캐처원주의 시가 레이크 광산 침수로 시작된 2007년 우라늄 거품이다.

### 무리 행동의 경제 이론
무리 행동이 왜 발생하는지, 그리고 그 원인과 결과를 살펴보는 틀을 제공하는 경제 이론의 두 가지 흐름이 있다.
이러한 흐름 중 첫 번째는 비시장 맥락에서의 무리 행동에 관한 것이다. 주요 참고 문헌은 바네르지 (1992)와 비크찬다니, 허슐라이퍼 및 웰치 (1992)인데, 이 둘 모두 공개적으로 공유되지 않는 사적 정보로 인해 무리 행동이 발생할 수 있음을 보여주었다. 보다 구체적으로, 이 두 논문은 사적 정보와 타인의 행동에 대한 공개된 지식을 바탕으로 순차적으로 행동하는 개인이 사회적으로 바람직하지 않은 선택을 하게 될 수도 있음을 보여주었다. 이후의 많은 문헌들은 이러한 "무리"와 정보 캐스케이드의 원인과 결과를 연구했다.
두 번째 흐름은 시장 맥락에서의 정보 집계에 관한 것이다. 매우 초기 참고 문헌은 Grossman과 Stiglitz (1976)의 고전 논문인데, 이는 시장 맥락에서 정보 없는 거래자들이 가격을 통해 사적 정보가 올바르고 효율적으로 집계되는 방식으로 정보를 얻을 수 있음을 보여주었다. 후속 연구에서는 시장이 공적 정보에 체계적으로 과도한 비중을 둘 수 있음을 보여주었다. 또한 효율적인 정보 집계의 장애물로서 전략적 거래의 역할도 연구했다.

## 마케팅
무리 행동은 마케팅에서 종종 유용한 도구이며, 제대로 사용되면 판매 증가와 사회 구조의 변화로 이어질 수 있다. 금전적 인센티브가 많은 사람들의 행동을 유발하는 것으로 나타났지만, "존스 씨네 따라하기"와 같은 경우에는 군중심리가 종종 우위를 차지한다.

### 브랜드 및 제품 성공
커뮤니케이션 기술은 소비자 선택과 "군중의 힘"의 확산에 기여했으며, 소비자들은 오피니언 리더와 UCC 기반 플랫폼에서 형성된 의견 및 정보에 점점 더 많이 접근할 수 있으며, 따라서 의사결정 과정을 완료하는 데 더 많은 도구를 갖게 된다. 인기는 더 나은 품질의 지표로 여겨지며, 소비자들은 이러한 플랫폼에 게시된 다른 사람들의 의견을 강력한 나침반으로 사용하여 자신의 선입견과 또래집단 내 다른 사람들의 결정에 부합하는 제품과 브랜드를 선택한다. 레식과 파크는 필요와 사회화 과정에서의 위치 차이를 고려하여 학생 집단과 주부 집단을 조사하고 이들 참조 집단이 서로에게 미치는 영향을 분석했다. 군중심리로 인해 학생들은 맥주, 햄버거, 담배를 서로 권하는 경향이 있었고, 주부들은 가구와 세제를 서로 권하는 경향이 있었다. 이 특정 연구는 1977년에 수행되었지만, 오늘날 사회에서의 그 결과를 무시할 수는 없다. 2014년 버크, 레이킨, 리, 장이 수행한 쇼핑객 행동에 대한 사회 영향 연구는 쇼핑객이 동반자와의 직접적인 상호작용에 영향을 받으며, 그룹 크기가 커질수록 무리 행동이 더욱 분명해진다는 것을 보여준다. 흥분과 관심을 유발하는 토론은 접촉 빈도에 더 큰 영향을 미치며, 대규모 그룹으로 인한 더 큰 참여는 구매 가능성을 높인다. 이 중서부 미국 쇼핑 아울렛에서 쇼핑객들이 모니터링되고 그들의 구매가 기록되었으며, 특정 시점까지 잠재 고객들은 적당한 수준의 통행량을 가진 상점을 선호하는 것으로 나타났다. 상점의 다른 사람들은 단순히 동반자 역할을 했을 뿐만 아니라, 잠재 고객들이 행동을 모방하고 구매 결정을 내릴 수 있는 추론 지점을 제공했으며, 이는 다른 참조 그룹이나 커뮤니티와 마찬가지이다.
소셜 미디어 또한 무리 행동을 영속시키는 강력한 도구가 될 수 있다. 측정 불가능한 양의 사용자 생성 콘텐츠는 오피니언 리더들이 무대에 올라 구매 결정에 영향을 미칠 수 있는 플랫폼 역할을 하며, 동료의 추천과 긍정적인 온라인 경험의 증거는 모두 소비자들이 구매 결정을 내리는 데 도움이 된다. 구나완과 후앙의 2015년 연구는 사회적 영향이 브랜드에 대한 태도를 형성하는 데 필수적이며, 이는 구매 의도로 이어진다고 결론지었다. 인플루언서는 동료들이 따르는 규범을 형성하며, 외향적인 성격을 가진 사람들을 목표로 하면 구매 가능성이 더욱 높아진다. 이는 강한 성격이 소비자 플랫폼에 더 많이 참여하는 경향이 있어 구두 정보를 더 효율적으로 확산시키기 때문이다. 많은 브랜드들이 브랜드 앰배서더와 인플루언서의 중요성을 깨닫기 시작했으며, 이러한 사례를 통해 무리 행동이 브랜드의 매출과 이익을 기하급수적으로 증가시키는 데 사용될 수 있음이 더욱 명확하게 나타나고 있다.

### 소셜 마케팅
마케팅은 상업적 뿌리를 쉽게 초월하여 건강, 환경주의 및 일반 사회와 관련된 행동을 장려하는 데 사용될 수 있다. 사회 마케팅에서는 무리 심리가 종종 선두에 나서 시민사회 운동인 지구의 날과 각국에서 볼 수 있는 다양한 금연 및 비만 퇴치 캠페인의 길을 열어준다. 문화와 커뮤니티 내에서 마케터들은 오피니언 리더에게 영향을 미치는 것을 목표로 해야 하며, 이들이 서로에게 영향을 미치도록 해야 한다. 어떤 집단이든 무리 심리가 사회 캠페인의 성공을 보장하기 때문이다. 스페인의 Som la Pera가 십대 비만을 퇴치하기 위해 진행한 캠페인은 교사와 동료의 영향력, 학생들의 높은 가시성, 그리고 그들 간의 상호작용으로 인해 학교에서 진행되는 캠페인이 더 효과적이라는 것을 발견했다. 학교의 오피니언 리더들은 캠페인의 로고와 브랜딩을 만들고, 소셜 미디어 콘텐츠를 구축했으며, 청중 상호작용을 유도하기 위해 학교 내 프레젠테이션을 이끌었다. 따라서 캠페인의 성공은 의사소통 수단이 청중 자신이었고, 목표 청중에게 소유권과 권한 부여의식을 주었다는 사실에 뿌리를 두고 있다고 결론 내려졌다. 앞서 언급했듯이, 학생들은 서로에게 높은 수준의 영향력을 행사하며, 강력한 성격을 가진 사람들이 의견을 이끌도록 장려함으로써 캠페인 주최자들은 참조 집단과 동일시하는 다른 학생들의 관심을 확보할 수 있었다.
무리 행동은 눈에 잘 띄는 학교 학생들에게만 적용되는 것이 아니라, 인지된 행동이 큰 역할을 하는 지역 사회에도 적용된다. 2003년에서 2004년 사이에 캘리포니아 주립 대학교는 가구의 에너지 절약 에너지 보존과 그 동기를 측정하기 위한 연구를 수행했다. 환경 보호, 돈 절약 또는 사회적 책임과 같은 요인들이 이웃의 인지된 행동만큼 각 가정에 큰 영향을 미치지 않는다는 것을 발견했다. 돈을 절약하는 금전적 인센티브와 환경 보호라는 도덕적 인센티브가 공동체의 가장 큰 지침으로 여겨지지만, 이웃의 77%가 에어컨 대신 선풍기를 사용하고 있다는 말을 들었을 때 더 많은 가구가 에너지 절약을 장려하는 데 반응했다. 이는 공동체가 다른 모든 사람들이 이미 참여하고 있다고 생각하면 행동에 참여할 가능성이 더 높다는 것을 증명한다.
두 가지 예에서 보여지는 무리 행동은 소셜 마케팅에서 강력한 도구가 될 수 있으며, 올바르게 활용하면 큰 변화를 이룰 잠재력이 있음을 보여준다. 오피니언 리더와 그들의 영향력이 참조 집단 사이에서 엄청난 도달 범위를 달성하므로, 집단적 방향으로 다른 사람들을 격려하는 가장 큰 목소리로 사용될 수 있다는 것은 분명하다.

## 같이 보기
- 불안
- 군중에 호소하는 논증
- 권위 편향
- 편승 효과
- 집단행동
- 집단 지성
- 동조
- 군중
- 다중밀집사고
- 군중심리학
- 자유사상
- 집단역학
- 집단사고
- 군중심리
- 관료정치
- 집단 심인성 질환
- 평균적인 세계 증후군
- 중우정치
- 도덕적 공황
- 공황 구매
- 폭동
- 자기조직화
- 슬랙티비즘
- 사회 증명
- 사회경제학
- 자생적 질서
- 떼 지능
- 협동

### 틀
- 틀:동조

## 내용주
a. ^  예를 들어, 그의 책 비합리적 낙관주의 (책)에 대한 위키백과 문서를 참조하시오.

## 더 읽어보기
- Altshuler, E.;  외. (2005). 《Symmetry Breaking in Escaping Ants》. 《The American Naturalist》 166. 643–649쪽. doi:10.1086/498139. PMID 16475081. S2CID 7250726.
- Bikhchandani, Sushil; Hirshleifer, David; Welch, Ivo (1992). 《A Theory of Fads, Fashion, Custom, and Cultural Change as Informational Cascades》. 《Journal of Political Economy》 100. 992–1026쪽. CiteSeerX 10.1.1.295.578. doi:10.1086/261849. JSTOR 2138632. S2CID 7784814.
- Brunnermeier, Markus Konrad (2001). 《Asset Pricing under Asymmetric Information: Bubbles, Crashes, Technical Analysis, and Herding》. Oxford, UK; New York: Oxford University Press.
- Hamilton, W. D. (1970). 《Geometry for the Selfish Herd》. 《Journal of Theoretical Biology》 31 (Diss. Imperial College). 295–311쪽. Bibcode:1971JThBi..31..295H. doi:10.1016/0022-5193(71)90189-5. PMID 5104951.
- Hey, John D.; Morone, Andrea (2004). 《Do Markets Drive out Lemmings—or Vice Versa?》. 《이코노미카》 71. 637–659쪽. doi:10.1111/j.0013-0427.2004.00392.x. JSTOR 3548984. S2CID 153687859.
- Rook, Laurens (2006). 《An Economic Psychological Approach to Herd Behavior》. 《Journal of Economic Issues》 40. 75–95쪽. doi:10.1080/00213624.2006.11506883. S2CID 151191884.
- 에버렛 딘 마틴, The Behavior of Crowds, A Psychological Study, Harper & Brothers Publishers, New York, 1920.
- Ottaviani, Marco; Sorenson, Peter (2000). 《Herd Behavior and Investment: Comment》. 《아메리칸 이코노믹 리뷰》 90. 695–704쪽. doi:10.1257/aer.90.3.695. JSTOR 117352.
- Stanford, Craig B. (2001). 《Avoiding Predators: Expectations and Evidence in Primate Antipredator Behaviour》. 《International Journal of Primatology》 23. 741–757쪽. doi:10.1023/A:1015572814388. S2CID 34032535. Ebsco. Fall. Keyword: Herd Behaviour.
- Trotter, Wilfred (1914). 《The Instincts of the Herd in Peace and War》.